# 제니퍼 설트

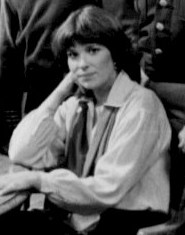

제니퍼 솔트(Jennifer Salt, 1944년 9월 4일 ~ )는 미국의 배우, 각본가, 텔레비전 제작자이다. 
로스앤젤레스에서 태어났다.

## 작품 목록

### 영화 출연
- Murder a la Mod (1968)
- The Wedding Party (1969) - 피비 역
- 미드나잇 카우보이 (1969) - 애니 역
- The Revolutionary (1970)
- 안녕 엄마 (1970)
- 운명의 맥클라우드 (1970)
- Gargoyles (1972)
- 카사블랑카여, 다시 한번 (1972)
- 시스터스 (1973)
- 뉴욕 소나타 (1980, It's My Turn) - 메이지 역

### 영화 각본
- The Stalking of Laurie Show (2000)
- Tempo (2003)
- 먹고 기도하고 사랑하라 (2010)

### 텔레비전 각본·제작
- 닙턱 (2003-10)
- 아메리칸 호러 스토리 (2011-현재)
- 래치드 (2020-현재)